# Campanula arvatica
Campanula arvatica is een rotsplantje uit de klokjesfamilie dat endemisch is in het Cantabrisch Gebergte.

## Naamgeving enetymologie
- Synoniem: Campanula acutangula Leresche & Levier
- Spaans: Campanilla de Picos, campanines

## Kenmerken
C. arvatica is een zodenvormende overblijvende plant met een dikke, onregelmatige wortelstok, waarop de resten van eerdere stengels en bladeren te zien zijn, en tot 20 cm langen, liggende bloemstengels, die aan de top vaak vertakt zijn. De onderste blaadjes staan in een rozet, zijn tot 12 mm lang, gelobd, ovaal en gesteeld, de stengelbladeren zijn kleiner en zittend of bijna zittend.
De bloemen staan alleen of in een ijle bloeiwijze, met een kaal steeltje. De kelk is tot 10 mm lang en buisvormig. De kroon is 12 tot 25 mm breed, paars tot lichtblauw, breed en vlak buisvormig. De bloem draagt vijf meeldraden en een lange, licht driedelig gelobde stempel.
In tegenstelling tot de meeste andere klokjes staat de bloem rechtop.
De plant bloeit in juli en augustus.

## Habitaten verspreiding

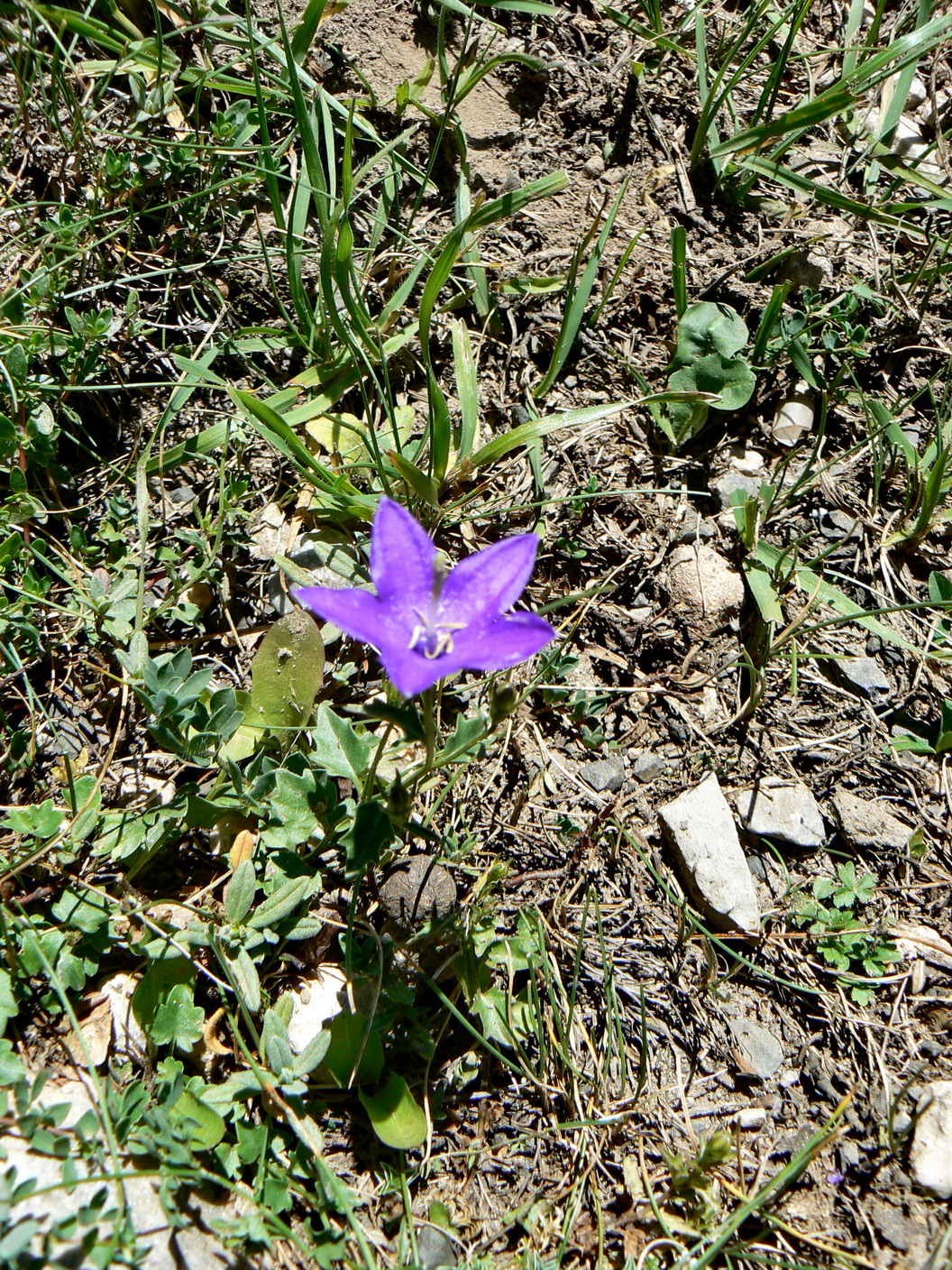
Campanula arvatica in zijn natuurlijke habitat, Picos de Europa (Spanje)

C. arvatica komt vooral voor op puinhellingen en op kalksteenrotsen op een hoogte tussen 500 en 2000 m.
De plant is endemisch in het Cantabrisch Gebergte in het noorden van Spanje.

## Verwante en gelijkende soorten
C. arvatica kan nauwelijks met een andere plant verward worden. De grote, rechtopstaande bloem en de typische habitat sluiten andere klokjes uit. De paarse kleur en drielobbige stempel onderscheiden de soort van gentianen.
... · 
C. alliariifolia · 
C. alpestris (Allioni's klokje) · 
C. alpina · 
C. americana · 
C. arvatica · 
C. barbata · 
C. baumgartenii · 
C. carpatica (Karpatenklokje) · 
C. cervicaria (Ruw klokje) · 
C. cespitosa · 
C. cochleariifolia · 
C. exigua · 
C. garganica · 
C. glomerata (Kluwenklokje) · 
C. grossekii · 
C. lasiocarpa · 
C. latifolia (Breed klokje) · 
C. medium (Mariëtteklokje) · 
C. patula (Weideklokje) · 
C. persicifolia (Prachtklokje) · 
C. portenschlagiana (Dalmatiëklokje) · 
C. poscharskyana (Kruipklokje) · 
C. pulla · 
C. punctata · 
C. pyramidalis (Piramideklokje) · 
C. rapunculoides (Akkerklokje) · 
C. rapunculus (Rapunzelklokje) · 
C. rhomboidalis (Bergklokje) · 
C. rotundifolia (Grasklokje) · 
C. sarmatica · 
C. scheuchzeri · 
C. sibirica · 
C. spicata · 
C. takesimana · 
C. thyrsoides · 
C. trachelium (Ruig klokje) · 
C. zoysii · 
...